# João da Silva Feijó
João da Silva Feijó (Guaratiba, 1760 — Rio de Janeiro, 1824) foi um naturalista, militar e administrador luso-brasileiro, conhecido por suas pesquisas em história natural durante as viagens filosóficas patrocinadas pela Coroa Portuguesa no século XVIII. Destacou-se por seus estudos sobre a fauna e flora do Ceará e de Cabo Verde, integrando o projeto de modernização científica do Império Português sob a égide do Marquês de Pombal.

## Biografia
Nascido em Guaratiba, um povoado da capitania do Rio de Janeiro, Silva Feijó ingressou numa Escola superior na capitania e depois foi para Portugal, almejando a carreira militar como engenheiro, mas seu interesse pelas ciências naturais levou-o a participar das Viagens Filosóficas, expedições científicas financiadas pela rainha D. Maria I para catalogar os recursos naturais das colônias. Em 1783, foi enviado ao Ceará (Brasil), onde permaneceu por uma década, estudando a geografia, a botânica e a zoologia da região.
Entre 1799 e 1808, transferiu-se para Cabo Verde, então colônia portuguesa, onde assumiu o cargo de governador-geral interino. Mesmo em funções administrativas, continuou suas pesquisas, coletando espécimes de aves, peixes e plantas, muitos dos quais foram enviados para o Real Museu da Ajuda, em Lisboa.

## Contribuições Científicas
- Zoologia: Descreveu espécies como o Periquito-da-caatinga (Eupsittula cactorum), ave endêmica do Nordeste brasileiro, e documentou hábitos de animais do semiárido.[6]
- Botânica: Coletou amostras de plantas medicinais utilizadas por indígenas e sertanejos, registrando seus usos em manuscritos enviados à metrópole.
- Climatologia: Em Cabo Verde, estudou os efeitos das secas e propôs medidas para o aproveitamento de recursos hídricos, antecipando debates sobre sustentabilidade.

## Obras e Manuscritos
Feijó não publicou livros em vida, mas seus relatórios e cartas são fontes valiosas para a história da ciência colonial. Destacam-se:
- Memória sobre a Capitania do Ceará (1799): Descreve a geografia, população e recursos naturais da região.[7]
- Diário de Viagem Filosófica ao Cabo Verde (1808): Registra observações sobre a fauna insular e práticas agrícolas locais.[8]

Seus manuscritos originais estão preservados no Arquivo Histórico Ultramarino (Lisboa) e no Instituto Histórico e Geográfico Brasileiro (Rio de Janeiro).

## Legado
- O gênero Feijoa, conhecida popularmente por goiaba-serrana, foi batizada em sua homenagem pelo botânico alemão o Otto Karl Berg.